# Nika Barič
Nika Barič (Trbovlje, 2 september 1992) is een Sloveens basketbalspeelster die speelt bij Çukurova Basketbol. Ze speelt op de positie van Point-guard.

## Professionele carrière
Barič begon haar carrière bij Athlete Celje in Slovenië. Met Athlete werd ze twee keer landskampioen van Slovenië in 2008 en 2009. Ook won ze twee keer de beker van Slovenië in 2008 en 2010. In 2011 verhuisde ze naar Rusland om te spelen voor Sparta&K Oblast Moskou Vidnoje. Met Sparta&K werd ze twee keer tweede om het kampioenschap van Rusland in 2012 en 2013. In 2015 stapte ze over naar UMMC Jekaterinenburg. Met UMMC won ze vier keer het Landskampioenschap van Rusland in 2016, 2017, 2018 en 2019. Ook won ze twee keer de Beker van Rusland in 2017 en 2019. In 2016, 2018 en 2019 won Barič met UMMC de EuroLeague Women en de FIBA Europe SuperCup Women. In 2019 verhuisde ze naar Dinamo Koersk. In 2020 won Barič met Dinamo de Beker van Rusland. In 2020 verhuisde ze naar Turkije om te spelen voor Elazığ İl Özel İdarespor. In 2021 keerde ze terug bij Dinamo Koersk.  Met Dinamo won ze het Landskampioenschap van Rusland in 2022. In 2022 ging ze spelen voor Çukurova Basketbol in Turkije.

## Erelijst
- Landskampioen Slovenië: 2
  - Winnaar: 2008, 2009
  - Tweede: 2010, 2011
- Bekerwinnaar Slovenië: 2
  - Winnaar: 2008, 2010
- Landskampioen Rusland: 5
  - Winnaar: 2016, 2017, 2018, 2019, 2022
  - Tweede: 2012, 2013
- Bekerwinnaar Rusland: 3
  - Winnaar: 2017, 2019, 2020
  - Runner-up: 2015
- EuroLeague Women: 3
  - Winnaar: 2016, 2018, 2019
- FIBA Europe SuperCup Women: 2
  - Winnaar: 2016, 2018